# بروس ستراوس
بروس ستراوس (بالإنجليزية: Bruce Strauss)‏ مواليد 6 فبراير 1952 في أوماها، الولايات المتحدة، هو ملاكم أمريكي سابق صنّف ضمن فئة الوزن المتوسط.

## إحصائيات
خاض خلال مسيرته 135 نزالا، فاز في 77 وتعادل في 5 وخسر في 53. فاز بالضربة القاضية في 55 نزالا.

## روابط خارجية
- بروس ستراوس على موقع بوكس ريك (الإنجليزية) (registration required)